# シロタマゴテングタケ
シロタマゴテングタケ（白卵天狗茸、学名: Amanita verna）は、ハラタケ目テングタケ科テングタケ属マツカサモドキ亜属タマゴテングタケ節の中型のキノコ（菌類）。致命的な毒キノコの一つとしても知られている。

## 名前
和名シロタマゴテングタケは、白色という形態的特徴、およびタマゴテングタケに分類学的に近縁で同様に猛毒であることを踏まえた命名である。地方名としては、イチコロ（新潟県）、ドグシロコ（秋田県）などともよばれている。
英語では fool's mushroom（詐欺師キノコ、ばかキノコ）、spring destroying angel（春の破壊の天使）などと呼ばれ、食用種に紛らわしいことやドクツルタケ（英名: destroying angel）に分類的形態的に似ていることを示す名前となっている。フランス語名は oronge ciguë blanche（白いドクニンジンのタマゴタケ）で、形態および毒性の強さをドクニンジンに例えたもの。基準となる oronge はセイヨウタマゴタケ（Amanita caesarea）を指す。
種小名 verna はラテン語で「春」という意味の ver に因み、ヨーロッパにおける子実体の発生時期が春にも多いことに因む。ヨーロッパやロシアの現地名自体が同じ意味のものが多く、それも種小名の由来の一つとみられる。

## 生態
夏から秋にかけて、針葉樹林、広葉樹林の地上に発生する。他のテングタケ属菌同様、樹木の根と外生菌根を形成し栄養や抗生物質のやり取りなどを行う共生関係にあると考えられている。

## 形態
子実体はハラタケ型(agaricoid)で全体的に白色である。比較的小型の種で傘の直径は5–8センチメートル (cm) になる。テングタケ属に特徴的なschizohymenial development（和名未定）という発生様式を採り、卵状の構造物内に子実体が形成され、成長と共にこれを破って出てくる。この発生様式の名残で根元には明瞭なツボを持つ。
傘は白く平滑で、縁には条線を持たず、最初は釣り鐘形で生長すると中高の水平かやや反り返る程度まで開く。湿っているときはやや粘性がある。傘の裏のヒダは白色で密、柄に対しては離生する、幼菌でも成菌でも色の変化はない。
柄は長く色は白色。柄は個体差があるがささくれは目立たないという。外皮膜は丈夫なもので子実体成長後は、柄の基部に膜質でしっかりとした白色のツボとして残る。幼菌のひだは内皮膜に覆われているが、成長と共に剥がれ落ち柄の上部にツバとなって残る。ツバも白色の膜質。肉は水酸化カリウム水溶液に反応しない。胞子紋は白色。胞子はヨウ素水溶液で青く変色する（アミロイド性）。

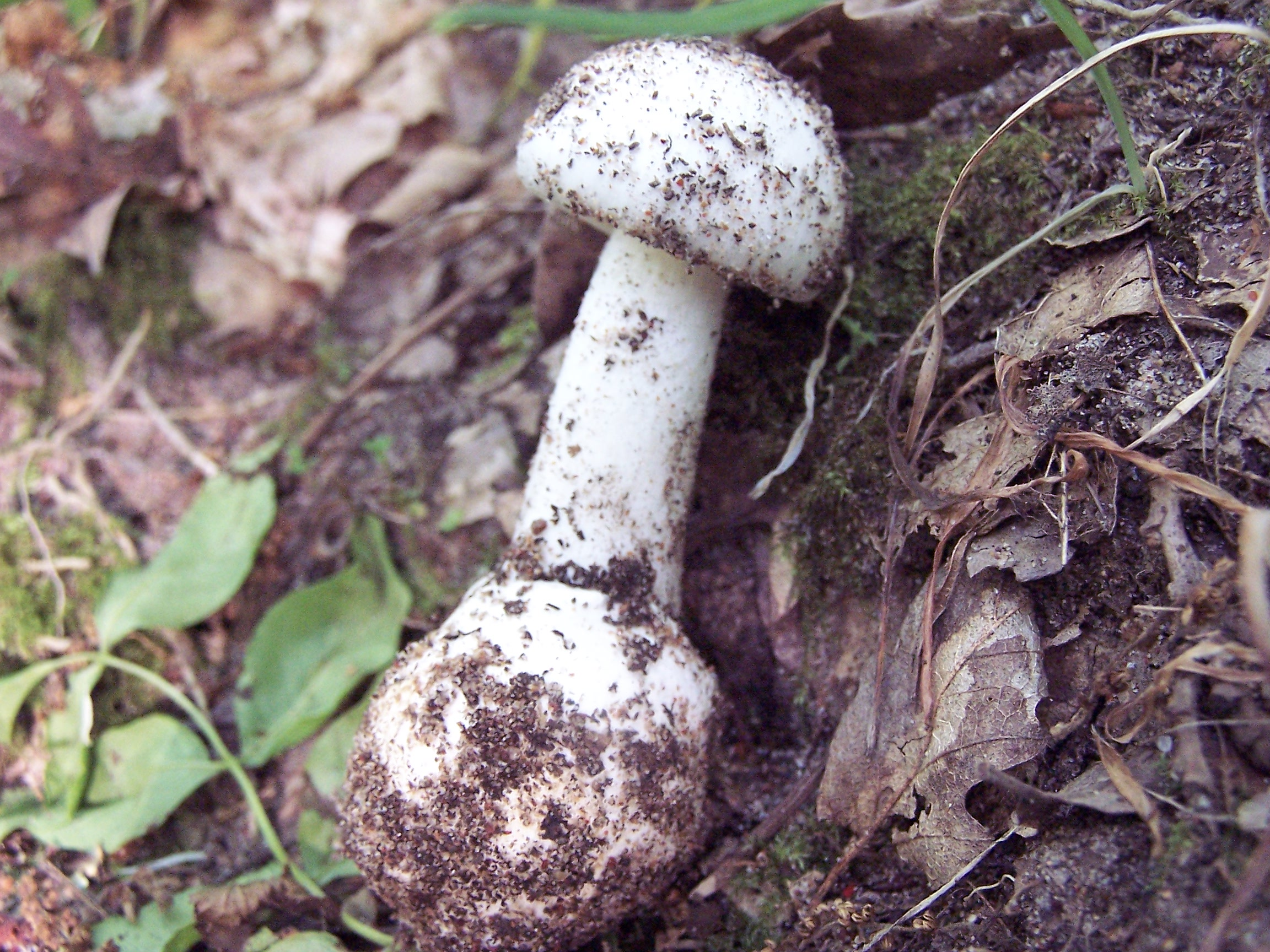
幼菌。全体に白く根元にはツボ。
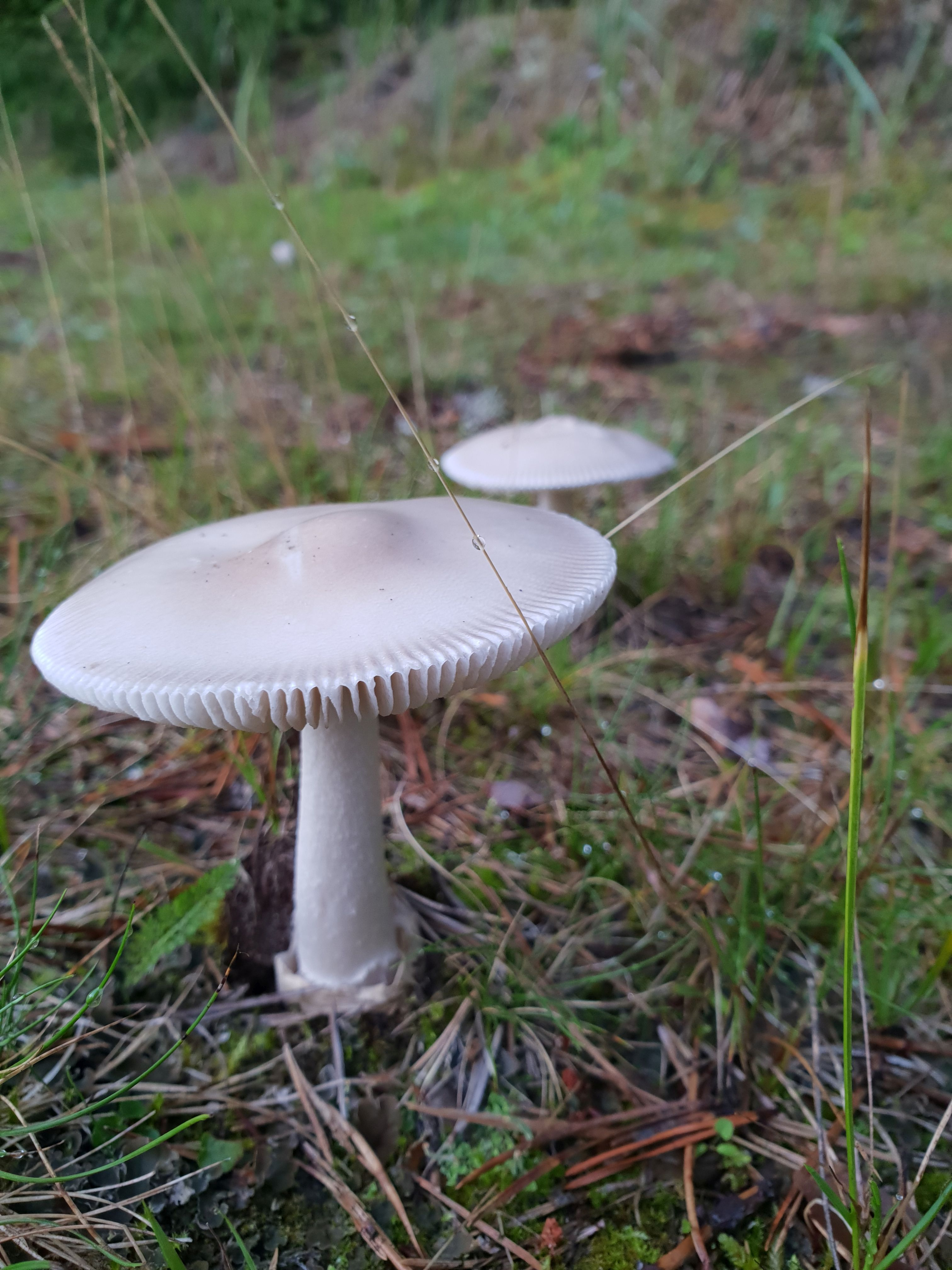
傘は水平にまで開く
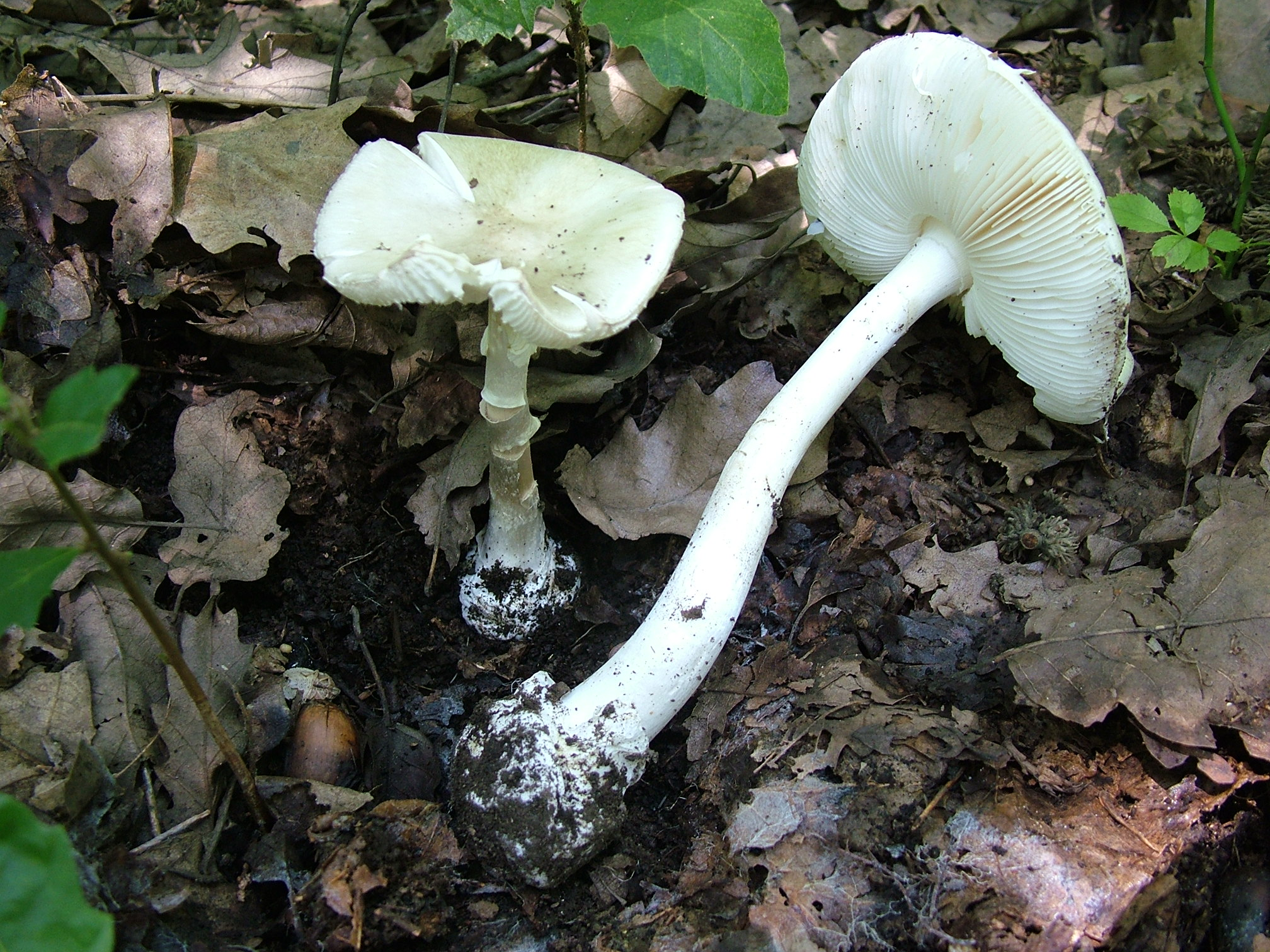
ひだは白色で密。この個体はツバが脱落している。根元にツボ。

## 毒性
代表的な毒物質としてファロトキシン類（ファロイジン）、アマトキシン類、溶血性のレクチンを含有し、キノコ狩りシーズンの全期にわたって発生する致命的な猛毒種として知られ、誤食による中毒事故がしばしば報告される。中毒事例はクサウラベニタケやツキヨタケに比べるとだいぶ少ないものの、ドクツルタケ類、ニセクロハツ（Russula subnigricans ベニタケ科）、コレラタケ類（Galerina spp. ヒメノガステル科）と並んで日本では特に危険な種の一つである。
テングタケ属の中では特に気を付けるべき三種としてタマゴテングタケ、ドクツルタケ、および本種が挙げられることが多い。ただし、これは欧米での三種であり、日本や中国などの東アジアではタマゴテングタケの発生は極めて稀であり、より一般的で死者もたびたび出ているタマゴタケモドキの方に気を付けた方がよい。
日本では1989年（平成元年）から2010年（平成22年）までの期間中に本種が原因と断定されたもので7件20人の中毒患者が発生し、この内4人が死亡している。致死率は4人/20人で20%となる。ちなみに同期間中のドクツルタケが同11人/52人で約21%で本種とほぼ同じ、ニセクロハツ（Russula subnigricans、ベニタケ科）は4人/9人で約44%と本種よりも高い。
主要毒成分はテングタケ属の強毒性キノコがしばしば含むアマトキシン類、ファロトキシン類、溶血性タンパク質を含んでいる。ドイツおよびスイス産の個体を分析した結果、アマトキシン類のうちのアマニチン(amanitin)含有量はきのこ乾燥重量1kgあたり、2205mg-4570mgと多量に含まれているという。
目立つ外観、致命的な毒性と中毒事故の多さ、人里近くの雑木林で普通に見られること、テングタケ属菌の典型的な特徴を持つことなどから、各地の分布地ではキノコ狩りの初心者が最初期に覚えることを推奨される種の一つである。

### 症状
中毒症状は摂食後6 - 24時間で腹痛、嘔吐、下痢（コレラ的ともいわれる水のような下痢）があり、およそ1日くらいでいったん症状が治まる偽回復期を挟み、その後4日から7日くらい経過して、肝臓や腎臓
など内臓細胞が破壊され多臓器不全で死亡する症例が多いという。なおマウスやイヌも同様の症状を起こすという。重症例では劇症肝炎に似た症状を示し、肝機能の低下により肝臓で除去されるはずの毒素や老廃物が分解されず肝性脳症を発症することもある。

### 診断と治療
キノコが原因だと思われるときは、図鑑などを患者に見せながらの問診、未調理のキノコや食べ残しの分析、時には現地で類似種を採取するなどして食べたキノコを推定を行う。また、血液分析によるアマトキシン類の検出など。解剖の結果イヌでは回腸（小腸の後半）に出血、人では結腸（大腸の一部）に粘液便があることなどもアマトキシン中毒の特徴だという。問診の際にキノコを食べた旨を医師に伝えず（もしくは病院側の過失で伝わらず）、適切な治療を受けられずに重症化した例がしばしばみられる。
アマトキシン中毒に対しての解毒剤は知られていないものの
、中毒者が多い欧米や中国を中心に研究が進められている。抗生物質であるペニシリンやセファロスポリンのほか、アセチルシステイン、アウクビン（aucubin, アオキなどに含まれる配糖体）、シリビニン（silibinin、マリアアザミの抽出物）などが候補として挙げられ、一部は医療現場でも用いられている。2023年には新たな候補としてインドシアニングリーン（Indocyanine green）が発表された。一般には肝機能の検査薬として使われている薬であるが、アマトキシン毒素の分子構造に働きかけて毒性を弱めるという。
バスチアン法（フランス語名 protocole Bastien ）はフランスの医師ピエール・バスチアン（Pierre Bastien, 1924-2006）がアマトキシン含有量が多いタマゴテングタケを自身で食べて人体実験したもので、致死量以上食べたとしても喫食後に定期的にビタミンCの注射、ニトロフラン系抗菌薬とストレプトマイシン系の抗生物質を服用などを行うことで、致命的な肝臓の炎症を起こさなかったという体験から治療法として提案したものである。バスチアンの実験方法や論理性などについては大学等の研究者から批判もあったといわれているが、欧米を中心に追試や臨床実験が行われており、喫食後48時間以内に治療を開始すれば予後も良好だという。なお、この治療法は日本ではほとんど普及していないという。
日本での治療としては血液透析、頻回の活性炭の投与による毒素の腸肝循環の遮断、下剤や利尿剤の投与による毒素の排出促進。ペニシリンの大量投与などが行われる。
中国では重症中毒患者に対して肝移植をした結果生存した例が報告されている。

### 中毒事例
1987年10月栃木県、自宅近くに生えていた2種類のキノコをナスと炒めて食べたところ嘔吐などの症状が出て病院を受診のち1人死亡。白いキノコを食べたもののみが中毒症状を訴えたので残渣を調べたところ本種と断定。

## 類似種

### 同属他種
テングタケ属菌には白い子実体を持つキノコは、世界的に見ても数多く存在しており、似るものが多く区別が困難な場合が少なくない。本種と同じマツカサモドキ亜属タマゴテングタケ節（Sect. Phalloidiae）内では以下の種が類似する。なおこの節に含まれる白いものはいずれも毒性が強く、キノコ狩りをする上では厳密に区別しなくてもよい。いずれも傘に条線は無く、ひだは白色で密、外皮膜内皮膜ともに丈夫なので柄の基部にしっかりとしたツボ、柄の中ほどにツバとして残るというところは共通している。なお、シロタマゴテングタケをタマゴテングタケ(Amanita phalloides)の一変種であると考える研究者も少なくない。
ドクツルタケ（Amanita virosa）は本種よりも大型で柄のささくれも目立つ。肉は水酸カリウム水溶液に反応し黄変する。寒冷地や亜高山帯のマツ科針葉樹林に発生する。シロタマゴタケはドクツルタケによく似ているが、比較すると全体が小型で、柄にささくれがなく、試薬による呈色反応が異なるといった点が見受けられる。
ドクツルタケ（暖地型）は本種よりも大型で、水酸化カリウム水溶液に反応する。暖地の雑木林等に見られる。ツバが黄色味を帯びる。
アケボノドクツルタケ(Amanita palidorosea)は中型菌で傘の直径は5 - 8 cm。子実体の傘の真ん中もしくは傘全体が薄い赤（肉色、淡いピンク色）や薄い黄色に染まるもの。水酸化カリウム水溶液で黄色に変色するという。
ニオイドクツルタケ(Amanita oberwinklerana)は子実体は小型から中型で傘の直径は3 - 6 cm程度。傘は白いが中央部や淡い黄色になることもある。肉に塩素臭、薬品臭がある。ツボが柄に癒着する。
タマゴタケモドキの白色変種(Amanita subjunquillea var. alba)は中型菌で傘は3 - 10 cmで白色だがやや黄色味を帯びることあり。柄は長さ5 - 15 cm。肉は水酸化カリウム水溶液に反応し黄変する。
その他同亜属内ではキリンタケ節(Sect. Validae)のコタマゴテングタケの白色変種(Amanita citrina var. alba)、タマシロオニタケ節のコトヒラシロテングタケ(Amanita kotohiraensis)、シロテングタケ（Amanita neoovioda）が若干似る。コタマゴテングタケ白色変種は外皮膜がやや脆くツボの形状に特徴があり、専門用語で「浅いツボ」と呼ばれるものである。また典型的個体では傘の上に外皮膜の破片を載せる。コトヒラシロテングタケは子実体が本種よりも大型で外皮膜がやや脆く傘には破片を載せる。またタマシロオニタケ同様に柄の基部が球状に大きく膨らむ。シロテングタケは傘の縁に外皮膜の破片を垂らす。
テングタケ亜属(Subgen. Amanita)内ではシロツルタケが子実体の大きさ、長い柄、色合いなどがよく似ているが、シロツルタケは傘に長い条線を持ち、柄にツバを欠く点、胞子がヨウ素水溶液で変色しない点などが異なる。食用とする図鑑もあるが、誤食リスクを考えると推奨されない。ツバの有無は同定ポイントの一つだが、本種のつばが脱落した可能性も考慮すること。このほか、白いタマゴタケ類、たとえばきのこ愛好家の間でハマクサギタマゴタケ（仮称）などと呼ばれているものにも似る。タマゴタケ類は傘に条線が出ること、外皮膜内皮膜ともに丈夫でしっかりとしたツボとツバになることなどが異なる。ツルタケの仲間同様に胞子はヨウ素水溶液に反応しない。

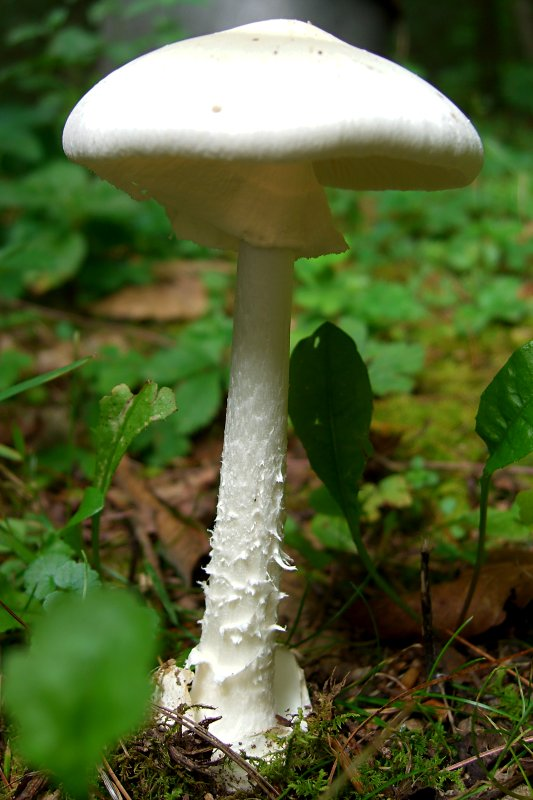
参考：ドクツルタケ。柄のささくれが目立つ
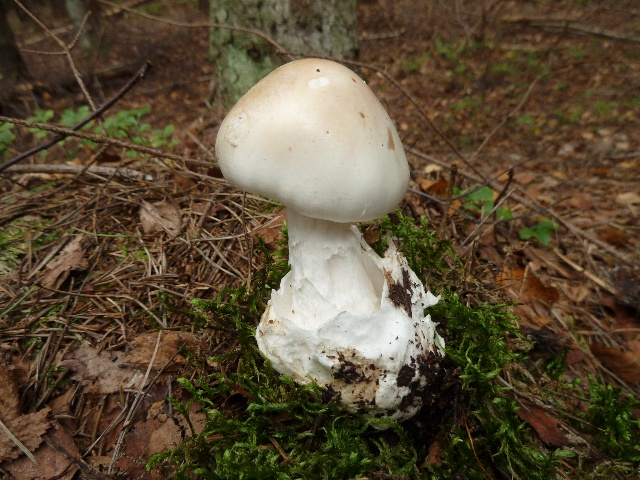
参考：傘の先端が赤いアケボノドクツルタケタイプの個体
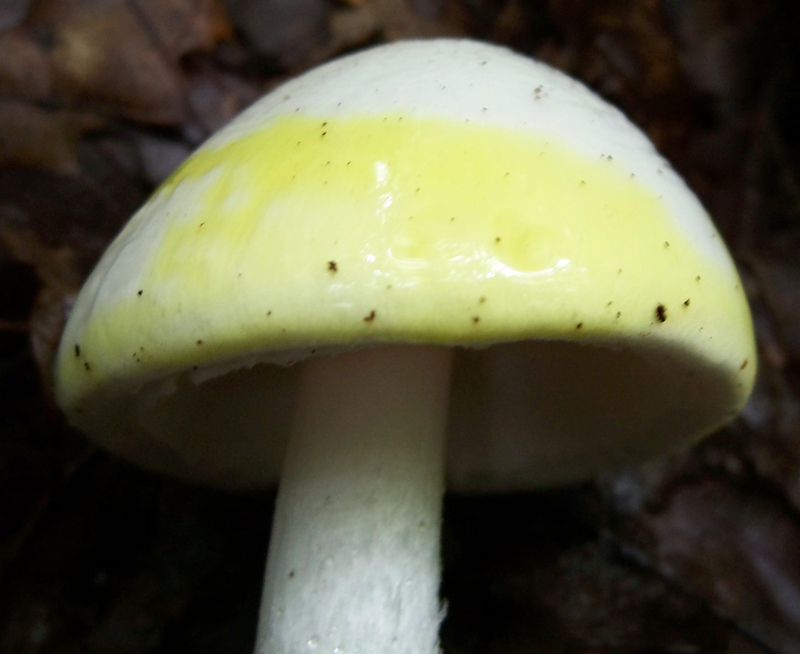
参考：水酸化カリウム水溶液で黄変したAmanita bisporigeraの傘
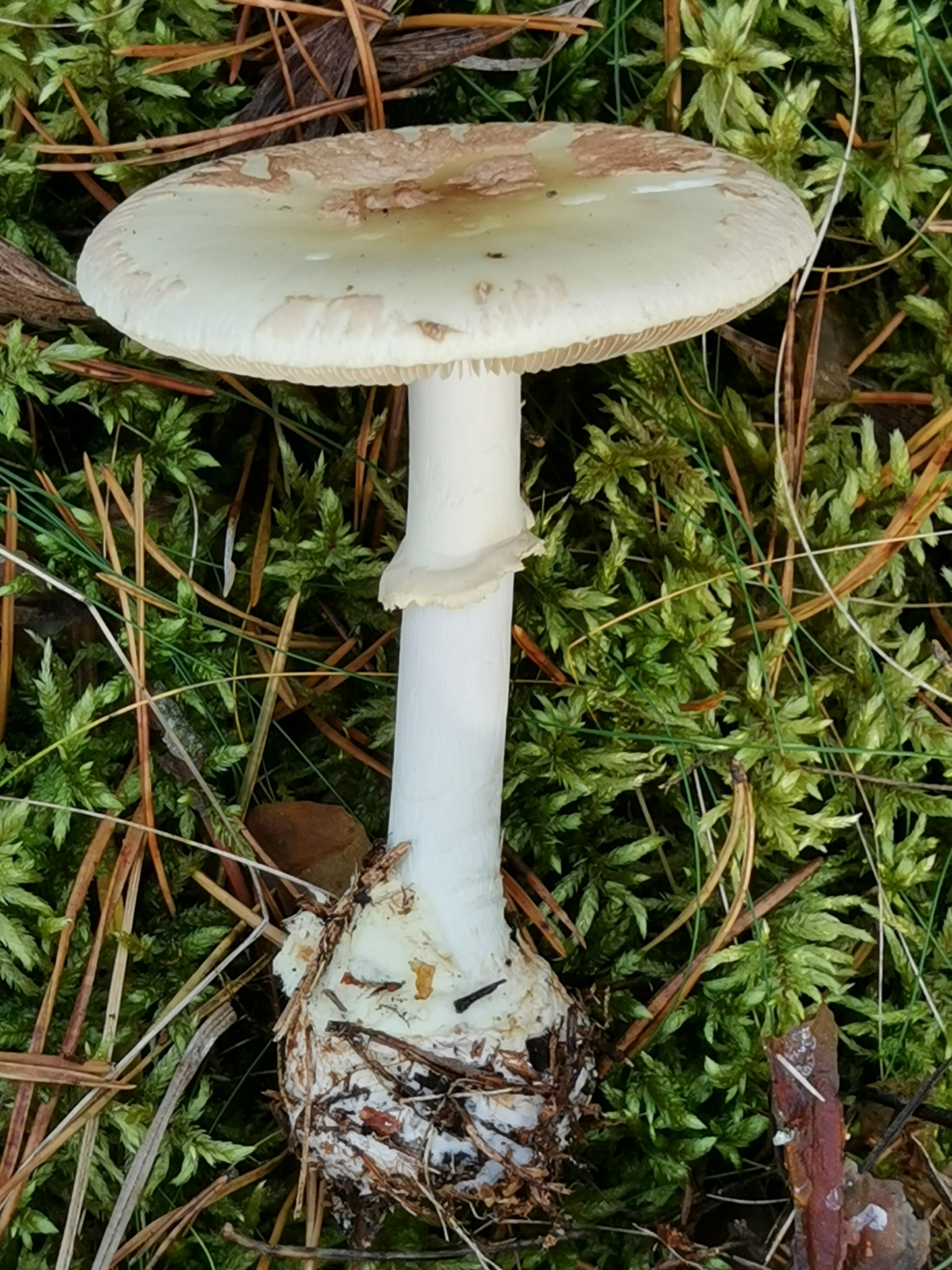
参考：コタマゴテングタケ
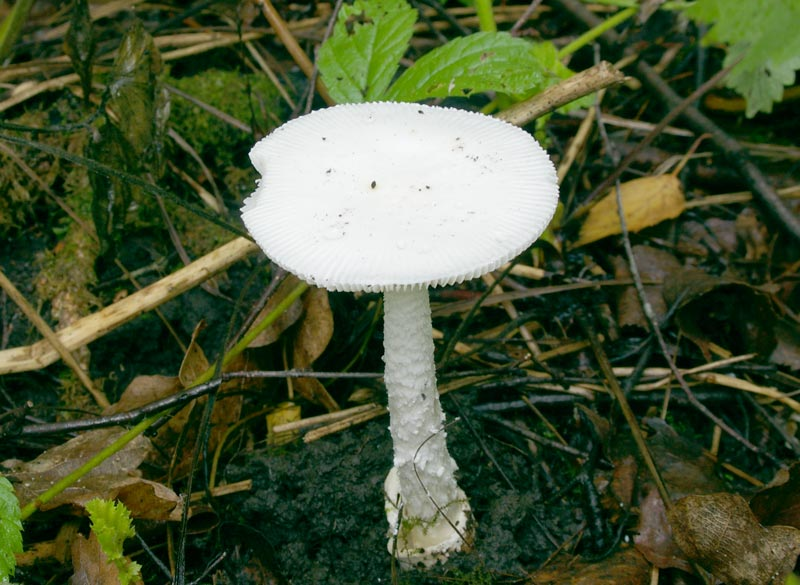
参考シロツルタケ。条線が出る。

### 他属他科
地上から発生する小型白色菌に似るものがある。特にハラタケ属の白いキノコ（いわゆる野生のマッシュルーム、ツクリタケ類）を食べる習慣のある人や地域は注意。このほかにオトメノカサ（Cuphophyllus virgineus ヌメリガサ科）なども類似する。
根元から丁寧に引き抜き、ツバやツボの有無（ただしツバは取れて消失している可能性にも注意）、傘やひだの形状と色などを注意深く観察し、また、腐生菌の場合は子実体の発生場所を観察し共生樹木の有無を見ることなどにより判別可能であるが、食用価値の高い幼菌、森林性の種や樹木の近くに生えたものなどは難しい場合もある。ドクツルタケ類の毒性が極めて強く事故防止のために、特に素人は白いキノコは観察だけに留め、摂食は避けるべきだとする意見もある。

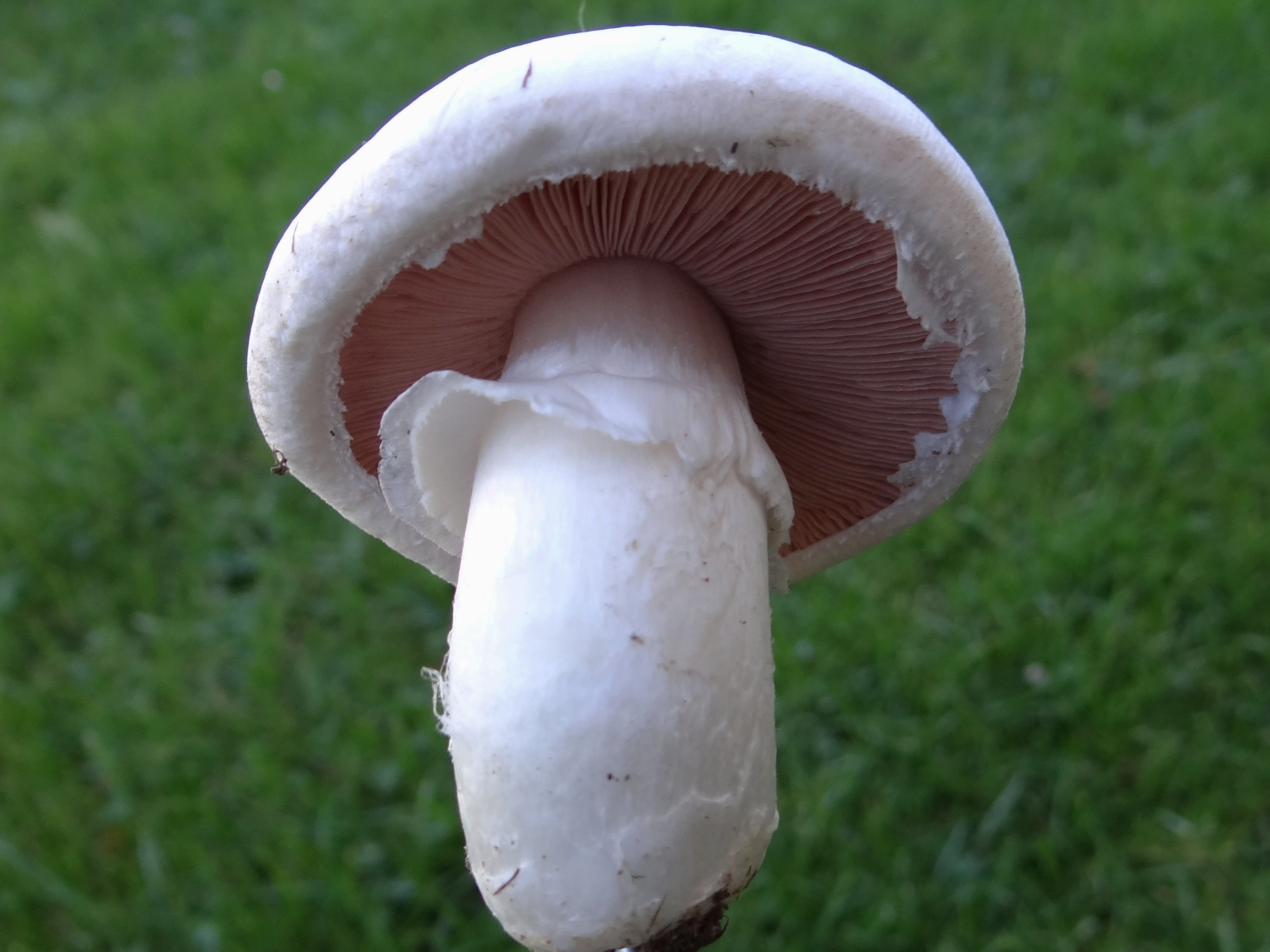
参考：野生のツクリタケのひだとつば
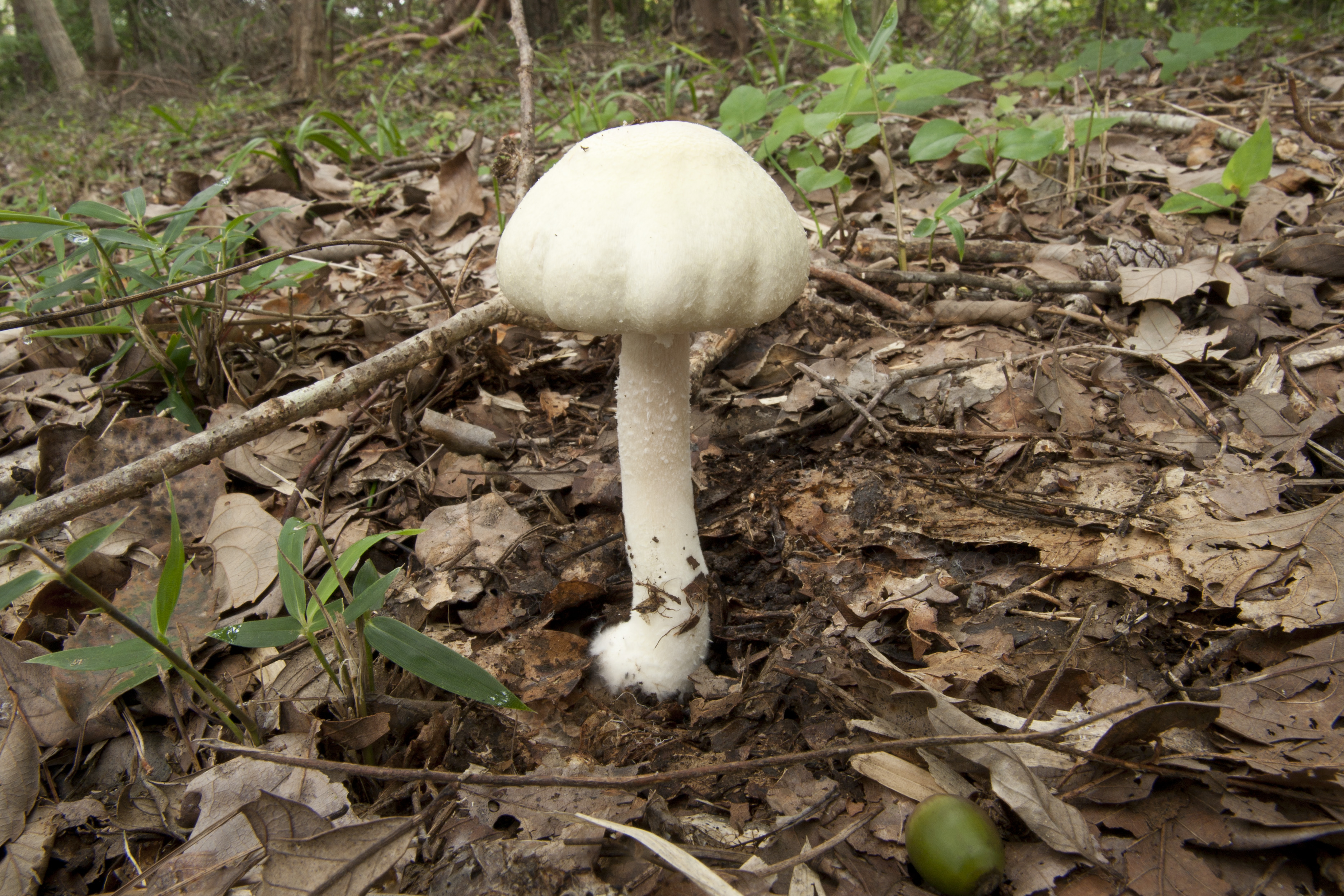
参考：ウスキモリノカサ。森林性のハラタケ類である。
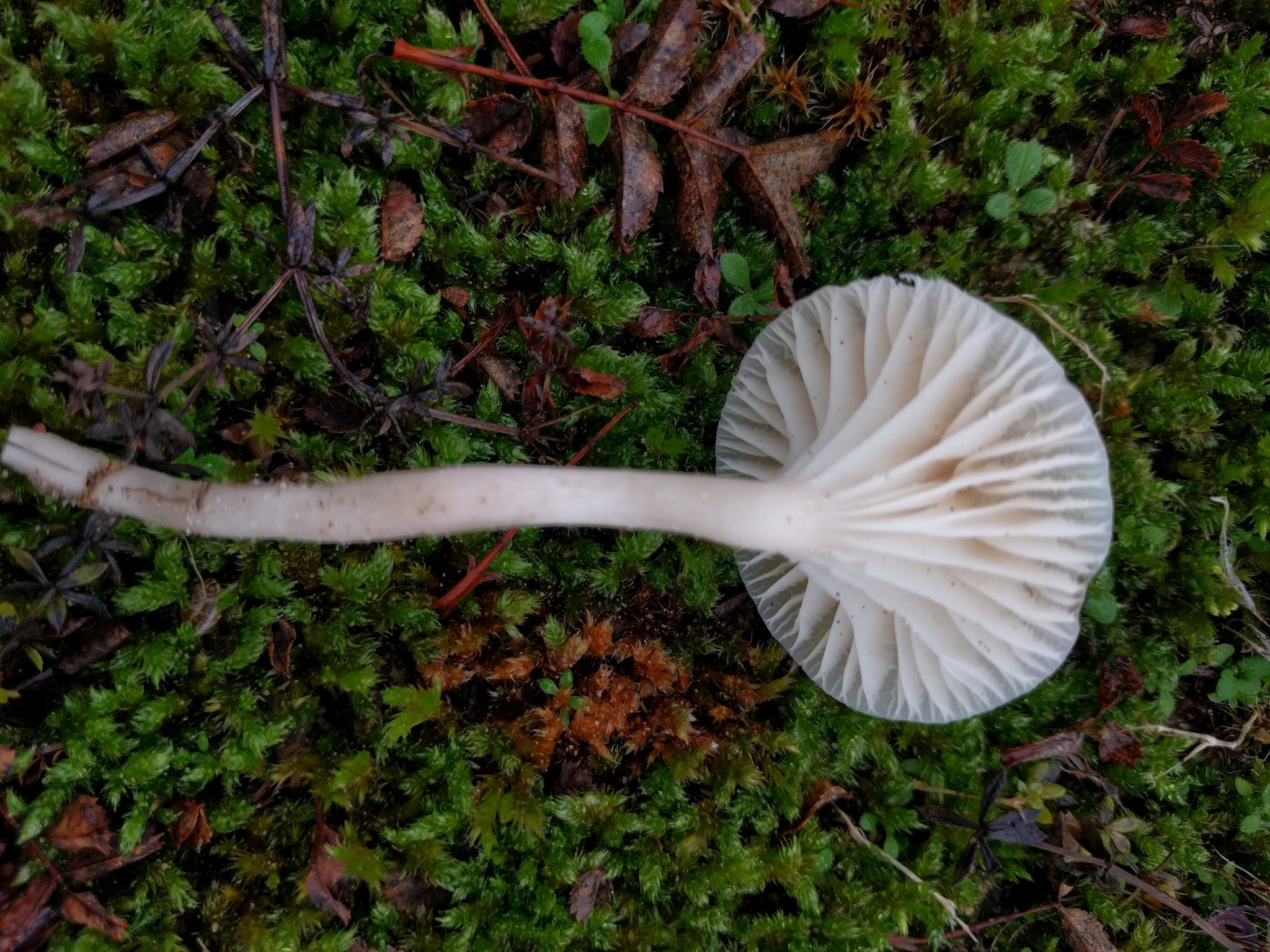
参考：オトメノカサ